# Château de Ponneau

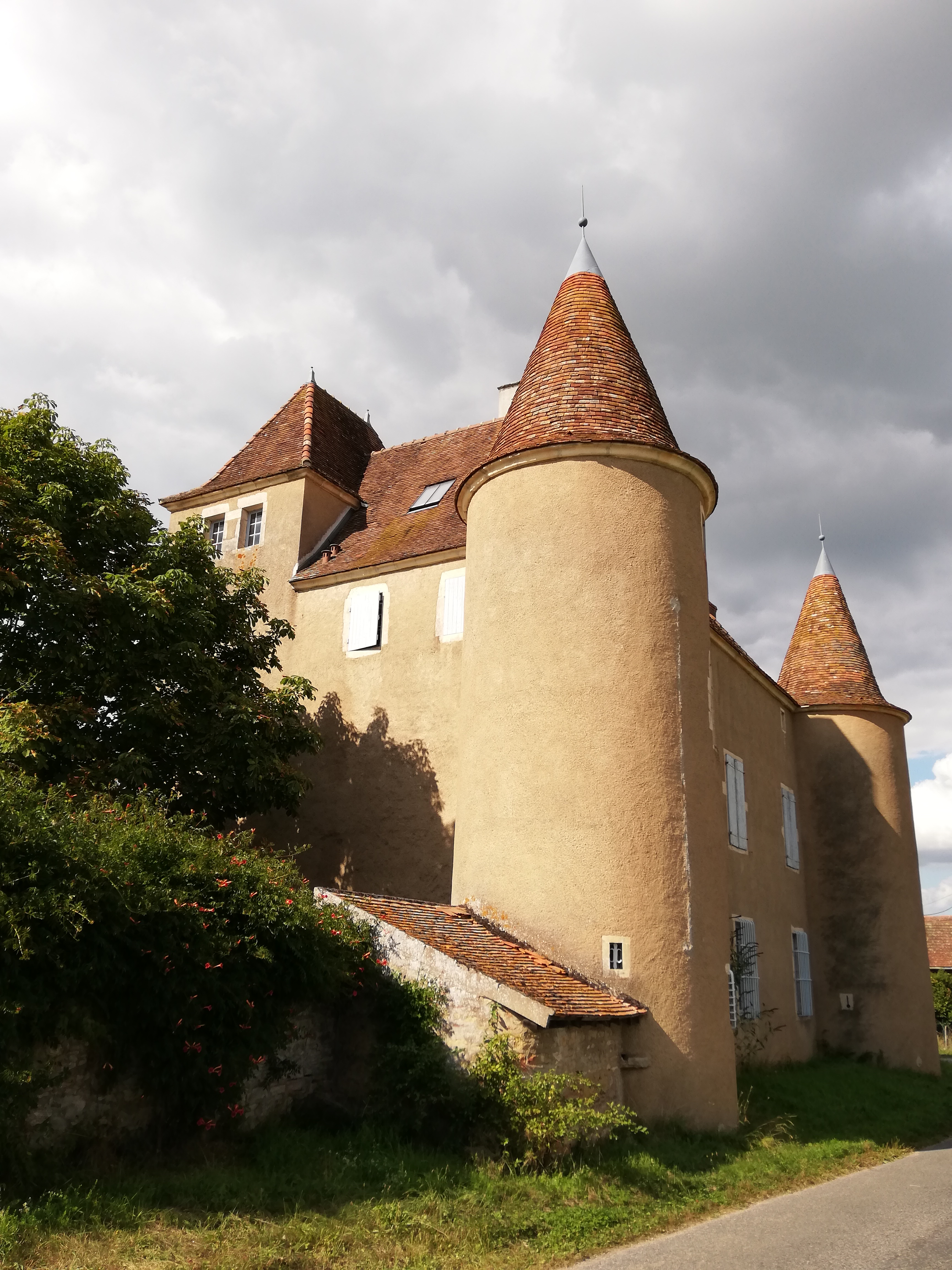
Château de Ponneau, commune de Jully-les-Buxy (Saône-et-Loire), vu du sud, 27 août 2021.

Le château de Ponneau est situé sur la commune de Jully-lès-Buxy en Saône-et-Loire.
Il fait l’objet d’une inscription au titre des monuments historiques depuis le 30 août 1995.

## Description
La construction est de dimension modeste. Elle comprend un bâtiment rectangulaire flanqué de deux tours d'angle circulaires, au nord et au sud côté est, l'ensemble paraissant dater initialement du XVe siècle et modifié au XVIe ou XVIIe.
Un portique et une galerie haute, à arcades en plein cintre, desservis par une tour escalier rectangulaire, côté ouest, ont été ajoutées au XVIIe ou XVIIIe siècle.
Le château, propriété privée, ne se visite pas.
La chapelle se situe sur une butte en face du château. Toute simple et modeste, orientée, comme il se doit, plein est, elle est composée de deux parties. La première est voûtée en plein cintre et l'autre, le chœur, est en croisée d'ogive. Elle comprend deux fenêtres, l'une sur le mur du fond du chœur et l'autre au Sud. Celle du chœur a été bouchée et transformée en niche. Celle du sud présente un arc trilobé mais visible que de l'extérieur, au travers d'une forte grille métallique ancienne. Les retombée des arcs sont décorées de façon naïve par les insignes des pèlerins de St Jacques et une femme priant (Marie). Cette chapelle est dédiée à la sainte Vierge Marie et à Messire Saint Jacques, elle a été construite en 1447 par Gérard Joly, selon les termes de la pierre de fondation scellée dans le mur. Les Joly, notamment Jehan et Gérard tout au long du XVe siècle sont cités dans les registres fiscaux du duché de Bourgogne conservés aux archives départementales de la Côte-d'Or. Jehan Joly est cité dans un acte lui permettant la construction d'une tuilerie en 1428, cette tuilerie restera active jusqu'au XIXe siècle.
Restaurée, selon Cornudet en 1882, par M. Adenot, celui-ci a transformé un clocher peigne placé au-dessus de l'arcade séparant les deux parties. Il a vraisemblablement rehaussé les pignons pour permettre une couverture en tuiles plates, la précédente devait être en tuile canal ou en laves nécessitant une toiture de pente plus faible. Il a aussi réinstallé le chœur en y ajoutant une boiserie sur le mur du fond, un vitrail dans la fenêtre sud représentant St Jacques. La Chapelle a conservé une seule pierre tombale, sans inscription, vraisemblablement celle d'Alphonse Bonamour, Seigneur de Ponneau et de La Coudre, enterré dans la chapelle le 20 décembre 1699 avec l'autorisation du bailli de Chalon.

## Histoire
Les archives les plus anciennes ne parlent que de la seigneurie de Ponneau, mention est faite de l'existence d'une forteresse dès une décision de 1583 relative à l'utilisation de la maison forte en lieu et place de celle de Buxy citée dans le cadre d'un procès au début du XVIII où le Seigneur de St Germain des bois requerrait des jours de corvée de la part des habitants de Ponneau en échange de l'usage de son propre château. 
- 1537 aliénation de la seigneurie à Antoine de Bressey puis à son fils Briant de Bressey
- 1549 reprise du fief par Nicolas de Thyard, seigneur de Bissy en qualité de donataire de sa femme Françoise de Bresse
- 1555 cession à Hugues de Rouvray.
- 1621 cession à Jacques de Mucie et à sa femme Anne Galois, fille d'Edme Gallois sieur de Perroux et maire de Chalon sur Saône
- 1622 Jacques de Mucie rachète l'aliénation du domaine royal repris par Louis XIII en 1619
- Anne Gallois, épouse de Jacques de Mucie, hérite du domaine.
- Catherine de Mucie fille et héritière de Jacques apporte la terre en dot à son  mari Jean-Baptiste Pouffier, conseiller au parlement de Bourgogne.
- 1656 celui-ci revend la propriété à Alphonse Joly procureur du roi à Buxy et  à son fils Théophile Joly.
- 1698 revente à Bénigne Villot puis à Alphonse Bonnamour.
- décembre 1699 mort d'Alphonse Bonnamour à 54 ans qui est enterré dans la chapelle le 20 décembre 1699
- 1700 Catherine de Martignat, sa troisième femme 30 ans, et Philibert Bonnamour (né en mars 1699 à Ponneau) en hérite
- 1713 achat par Jean Janthial Major puis lieutenant colonel du régiment de Brie
- 1730 reprise par Huguette Colmond épouse de Jean Janthial
- 1731  le domaine est acheté par Henri-Louis Fils-Jean, écuyer résidant à Rully dont les descendants se succéderont jusqu'à la Révolution.
- an II, retour au domaine public par la loi du 10 frimaire par révocation de toutes les aliénations faites avant 1566
- adjudication au bénéfice de M. de La Roque de Champfray
- vendu à M. Martin Perret de Davenay
- vendu le 3 novembre 1843 à M. Alin-Lorandet
- Transmis à son petit-fils M. Paul Adenot propriétaire entre 1880 et 1900. Ce dernier restaura la chapelle en y adjoignant un clocher peigne
- XXe siècle : le château a appartenu à Jean Michaud, qui le tenait de son oncle le général Chaillet (mort sans enfant en 1955). Ce général de l'artillerie coloniale commandait l'artillerie de l'armée française devant Monte Cassino.

### Armoiries
- Thyard: D’or, à trois écrevisses de gueules.
- Rouvray: De sable au lion d'argent, armé et couronné d'or.
- Mucie: D'azur à une croix fleuronnée, au pied fiché d'or, supportée d'un cœur du même.
- Pouffier: De gueules au pot supporté de trois pieds, rempli de fleurs d'argent, et supportant un croissant de même en pointe.